# كارل رسوان

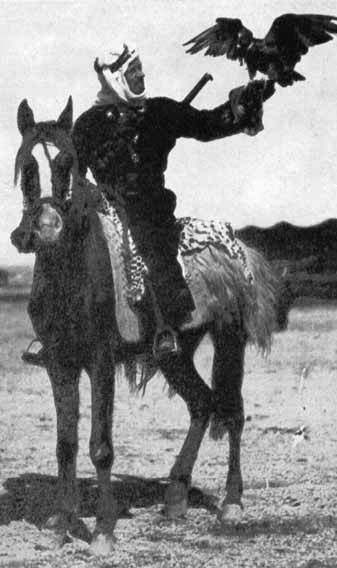
الرحالة الألماني كارل رسوان بالزي العربي و يمارس هواية الصيد بالصقور في الجوف شمال السعودية

كارل رينهارد رسوان (بالألمانية: Carl Reinhard Raswan) (7 مارس 1893 - 14 أكتوبر 1966)، وهو أحد أعظم خبراء ورعاة الخيل العربي الأصيل. قام بتأليف العديد من الكتب عن الخيول العربية والبدو الذين قاموا بتربيتها. وهو عالم وباحث في السلالات العربية، كما أنه نشر فهرس راسوان، وهو عبارة عن مجموعة واسعة من معلومات الخيل العربية وسلالاتها. اختلط مع البدو وفهم طرق حياتهم وعرف الثقافة في الجزيرة العربية.